# Dieta mediterrânica
A dieta mediterrânica é um conjunto de conhecimentos, práticas, rituais, tradições e símbolos relacionados com as culturas agrícolas, pesca e pecuária, e também com o processo de confecção, partilha e consumo de alimentos nos países que circundam o mar Mediterrâneo.
É um momento de troca e comunicação social, e também de afirmação e renovação dos laços que moldam a identidade da família, do grupo ou da comunidade. Também desempenha um papel essencial no fator de coesão social em espaços culturais, festas e comemorações, reunindo pessoas de todas as idades, condições e classes sociais. Abrange também áreas como artesanato e fabricação de recipientes para transporte, conservação e consumo de alimentos, como pratos de cerâmica e copos. As mulheres desempenham um papel fundamental na transferência de competências e serviços relacionados com o conhecimento dieta mediterrânea, salvaguardando as técnicas culinárias, respeitando os ritmos sazonais, observando os feriados do calendário e transmitir os valores deste elemento do património cultural para as gerações futuras. Enquanto isso, os mercados de alimentos locais também desempenham um papel fundamental como espaços culturais e locais de transmissão da dieta mediterrânea em que a prática diária de trocas promove a harmonia e respeito mútuo.

## Património Cultural Imaterial da Humanidade
A dieta mediterrânica é um elemento do Património Cultural Imaterial da Humanidade inscrita originalmente na Lista Representativa da UNESCO na 5ª sessão do Comité Intergovernamental da UNESCO para a Salvaguarda do Património Cultural em Novembro de 2010 em Nairobi, no Quénia pela Espanha, Itália, Grécia e Marrocos, e que teve a sua extensão a Portugal, Chipre e Croácia inscrita a 4 de Dezembro de 2013 em Baku, no Azerbaijão, na 8ª Sessão do Comité Intergovernamental para a Salvaguarda do Património Imaterial da Humanidade.
A extensão da inscrição aprovada passou então a ser da iniciativa de 7 Estados da Europa e do Norte de África que apresentaram comunidades representativas : Espanha/Soria,  Itália/Cilento, Grecia/Koroni, Marrocos/Chefchaouen na primeira inscrição, acrescendo-se Croácia/Hvar e Brac, Chipre/Agros e Portugal/Tavira na extensão.

## História e descrição
A dieta mediterrânica tem a sua origem e evolução nas civilizações que definiram a cultura mediterrânica, na sua unidade e diversidade de expressões regionais, mas é sobretudo um estilo de vida, a "daiata" da antiguidade grega.
A abordagem da dieta mediterrânica possui várias dimensões disciplinares, nomeadamente como património cultural imaterial, patente nas formas de produção, preparação e confecção  dos alimentos transmitidas de geração em geração, nas convivialidades e celebrações colectivas onde a mesa constitui um lugar central em espaço publico ou privado, mas também como padrão alimentar saudável e de excelência, uma dieta sustentável "amiga do ambiente" pelo baixo consumo de água e escassa produção de CO2.
Caracteriza-se do ponto de vista alimentar pelo consumo de produtos frescos, produzidos localmente, de acordo com as estações do ano. A riqueza nutricional da dieta mediterrânica resulta do consumo dos produtos em sintonia com os ciclos  astrais e os ritmos da natureza, promove a utilização de grande variedade de leguminosas, hortícolas, frutos secos e frutas diversas, incluindo citrinos (laranjas, tangerinas e outros citrinos), damascos, ameixas, romãs e outros.
Comer é um ato cultural, a refeição em conjunto assegura a transmissão de valores culturais e a permuta de conhecimentos, negociações e acordos .
Alimentação, cozinha/culinária e gastronomia são conceitos diferentes, correspondem a períodos históricos e ambientes sociais diversos , donde resultam diferentes percepções sobre a dieta mediterrânica, um património cultural de caraterísticas multidimensionais e que por esse facto não se poderá compreender correctamente fora da sua dimensão cultural.
A palavra "dieta" induziu a uma analise exclusivamente "alimentar" centrada no maior ou menor uso de determinados produtos, criaram-se assim distorções no real significado deste modelo cultural.
As características de clima muito idêntico, a elevada biodiversidade da região mediterrânica, a formação e desenvolvimento de centenas de cidades e intenso comercio  ao longo de milénios, o incremento da ciência náutica, da filosofia, matemática, astronomia, medicina, do urbanismo, das artes e da arquitectura, entre outras, produziram valores espirituais e materiais das civilizações mediterrânicas os quais fundamentam um estilo de vida que permanece hoje em muitos aspectos da vida social.
A forma como se vive, trabalha e convive, estão intimamente relacionados com aquilo que se come, porque se come e como se come.
Importa sublinhar a importância das três religiões monoteístas com origem no espaço mediterrânico, na sacralização, valorização ou interdição de determinados  produtos, também na estruturação de períodos de jejum ou de excesso alimentar. São os elementos de diferenciação dentro de uma unidade de valores espirituais e comportamentais.
Uma recomendação nutricional moderna inspirada originalmente nos padrões de dieta da Grécia, do Sul de Itália, da França, da Espanha e Portugal. Os principais aspectos desta dieta consiste no consumo elevado e em proporção de azeite, legumes, cereais não refinados, frutas e vegetais, o consumo moderado a elevado de peixe, consumo moderado de lacticínios (queijo e iogurte na sua maior parte), consumo moderado de vinho, e baixo consumo de carnes e seus derivados.
Apesar do nome, esta dieta não é típica da culinária mediterrânica. No norte da Itália, por exemplo, a banha de porco e a manteiga são muito usados nos cozidos, enquanto que o azeite é mais reservado para as salada e vegetais cozidos. Tanto no Norte de África como no Médio Oriente, a gordura da cauda de ovelha e a manteiga fundida (samna) são as gorduras de base tradicional, com algumas excepções. De facto, um investigador concluiu: "Aparentemente, não há hoje em dia material suficiente para dar uma definição apropriada sobre o que é realmente a dieta mediterrânica, ou o que é em termos de compostos químicos ou mesmo até em termos de comidas.... O termo geral 'dieta mediterrânica' não deve ser usado em literatura cientifica...."
A versão mais compreendida e mais comum desta dieta foi apresentada, entre outros, pelo Dr. Walter Willett da Escola de Saúde Publica da Universidade de Harvard, desde meados da década de 1990. Baseada nos "padrões típicos da comida de Creta, grande parte da Grécia, e Sul de Itália da década de 1960", esta dieta, em adição à "actividade física regular," realçando "muitos vegetais, fruta fresca como sobremesa diária, o azeite como a fonte principal de gordura, os lacticínios (principalmente queijo e iogurte), o consumo baixo a moderado de peixe e de aves domésticas, zero a quatro ovos por semana, carnes vermelhas em pequenas quantidades, e o consumo de vinho em quantidades pequenas a moderadas". A gordura total desta dieta é de 25% a 35% de calorias, incluindo gorduras saturadas de 8% ou menos de calorias.
O azeite faz parte da Dieta mediterrânica, embora não em todas as cozinhas do Mediterrâneo: no Egipto, Malta e Israel, o consumo de azeite é insignificante, e noutras áreas, não é predominante. O azeite contém uma elevada quantidade de gorduras monoinsaturadas, mais notavelmente o ácido oleico, que estudos epidemiológicos sugerem estar ligado à redução de risco de acidentes vasculares cerebrais e de doenças arteriais coronárias. Também há provas que os antioxidantes existentes no azeite melhoram a regulação do colesterol e a redução do colesterol LDL, assim como outros efeitos anti-inflamatórios e anti-hipertensivos.
Diante de tais benefícios, a dieta mediterrânica é um dos padrões alimentares recomendados para a dieta diabética, uma vez que contribui para o controle dos indicadores de diabetes.
Em 2010, a UNESCO reconheceu este padrão de dieta como Patrimônio Cultural Imaterial da Humanidade de Itália, Portugal, Espanha, Marrocos, Grécia, Chipre e Croácia.

## Ler também
- António José Marques da Silva, La diète méditerranéenne. Discours et pratiques alimentaires en Méditerranée (vol. 2), L'Harmattan, Paris, 2015 ISBN 978-2-343-06151-1. ver extracto
- António José Marques da Silva, Le régime UNESCO. Discours et pratiques alimentaires en Méditerranée (vol. 3), Create Space, Charleston, 2016 ISBN 978-1-532-99711-2. ver extracto
- António José Marques da Silva, Diaita Nostra – Patrimoines alimentaires, identité et gouvernementalité en Méditerranée, UNESCO Chair in intangible heritage and traditional know-how: linking heritage - Évora University, Évora, ISBN: 978-989-99442-2-0, 78 pp. ler versão PDF
- António José Marques da Silva, " Uma tradição intemporal convertida em ideal alimentar ou o inverso?: acerca da “descoberta científica” da dieta mediterrânica", in Soares, Carmen e Pinheiro, Joaquim (ed. lit.), Patrimónios alimentares de aquém e além-mar, Imprensa da Universidade de Coimbra, Coimbra, 2016 ISBN 978-989-26-1190-7 (ler versão PDF)
- Jorge Queiroz (2015). Dieta Mediterrânica: Uma Herança Milenar para a Humanidade. [S.l.]: Althum. 260 páginas. ISBN 978-989-683-034-2
- A Dieta Mediterrânica em Portugal: Cultura, Alimentação e Saúde. [S.l.]: Universidade do Algarve. 2014
- Orlando Ribeiro (1995), "Portugal, O Mediterraneo e o Atlantico", Livraria Sá da Costa.